# میچا ماراه
میچا ماراه (به انگلیسی: Micha Marah) (زاده ۲۶ سپتامبر ۱۹۵۳) خواننده بلژیکی است.
او نماینده بلژیک در یوروویژن ۱۹۷۹ بود.